# Львов, Алексей Евгеньевич
Князь Алексе́й Евге́ньевич Львов (14 (26) января 1850, Москва — 26 июня 1937, Мёдон) — действительный статский советник (1898) в должности гофмейстера (1903). Директор Московского училища живописи, ваяния и зодчества (1896—1917).

## Биография
Из рода князей Львовых. Отец, князь Евгений Владимирович Львов (1817—1896), алексинский уездный предводитель дворянства, мать Варвара Алексеевна Мосолова (1828—1904). В семье росли ещё 3 сына и дочь Мария. Один из братьев, Владимир, руководил с 1901 Московским главным архивом МИДа. Сергей стал предпринимателем и владельцем заводов. Георгий после Февральской революции был председателем Совета Министров Российской империи и Временного правительства.
Начальное образование получил дома и за границей. Георгий Евгеньевич вспоминал: «Старшие братья вкусили меньше от деревни и земли. Они родились за 10 лет до уничтожения крепостного права, первоначальное учение получили за границей и кончали его в России, когда были ещё кое-какие средства, и ко времени нашего сознательного житья и работы в деревне поступили на государственную службу.» В 1874 году окончил юридический факультет Московского государственного университета со степенью кандидата. По воспоминаниям сестры Марии, приезжая на каникулы в семейное имение Поповку, Алексей Евгеньевич любил заниматься «по слесарной части» в мастерской, устроенной в одной из комнат: «Точил по дереву один Алексей на настоящем токарном станке. Я ужасно любила ходить смотреть на все эти работу, особенно на точение. Я обожала Алексея за его красоту, весёлость, дразнение и умение делать решительно всё и очень хорошо.» Мать дала ему прозвище — «Таузенд-кюнстлер»(нем. Tausend Künstler — мастер на все руки).
Князь Львов поступил на службу в Министерство финансов. В 1876—1880 годах — товарищ прокурора Виленской губернии, в 1880—1881 годах — Тульской губернии. С 1881 года — мировой судья Алексинского уезда, этот пост он занимал до 1889 года. В следующем году назначен членом московского окружного суда по Верейскому уезду.
С 1892 года — секретарь Совета Московского художественного общества. В 1894—1896 годах — инспектор Московского училища живописи, ваяния и зодчества. В октябре 1894 года его деятельность на этом посту едва не привела к волнениям. С. А. Толстая писала мужу: « Суллера, рассерженный за что-то на него Львов, исключил из училища. Там поднялось волнение, хотят бить и Львова, и стёкла, приходили к ним, то есть к ученикам Мясницкой школы, студенты, предлагали помощь в бунте. Я обещала Суллеру съездить завтра к Львову, похлопотать о нём и велела ему поспешить сообщить это его товарищам и остановить волнение. Суллер и сам не желает бунта и обещал остановить товарищей и ждать, что мне скажет Львов. Теперь многое зависит от моего дипломатического красноречия с Львовым. Придрались к Суллеру за то, что он произвольно фон переставил какой-то.»
В 1896 году Львов был назначен директором училища. Т. А. Аксакова-Сиверс вспоминала: «Ведущая роль в художественной жизни Москвы принадлежала Училищу Живописи, Ваяния и Зодчества, давшему России Левитана, Поленова, Саврасова и многих других прекрасных художников. Директором там был кн. Алексей Евгеньевич Львов, человек просвещенный, мягкий, никогда не оказывающий начальственного давления на преподавателей и учащихся и пользующийся их уважением.»
В 1918 году князь Алексей Евгеньевич Львов вместе с семьёй эмигрировал во Францию, где жил в Медоне. Скончался 26 июня 1937 года.

## Брак и дети
Жена (с 10 ноября 1889 года) — княжна Мария Александровна Гагарина (15.02.1868—18.08.1950), дочь князя Александра Григорьевича Гагарина (1827—1895) от его брака с княжной Екатериной Владимировной Львовой (1837—1911), внучка Г. И. Гагарина и В. В. Львова. Венчание её было в Туле в Староникитской церкви, мужу приходилась двоюродной племянницей. В 1887 году Мария Александровна окончила Екатерининский институт в Москве, с 1912 года была действительным членом Московского художественного общества. Увлекалась литературой, писала преимущественно детские книги — рассказы, сказки, стихи; много переводила с французского. В эмиграции продолжала литературную деятельность, сотрудничала в газете «Figaro». Скончалась в Медоне. В браке родились:
- Ольга (23.03.1892—06.06.1974)
- Вера (1894—1977), в замужестве Дельвиг.
- Екатерина (1897— ?), замужем (с 29 сентября 1946 года) за князем Николаем Николаевичем Гагариным (1895—1986).

## Награды
- Им. медаль в память Императора Александра III[8]